# Escuder
Un escuder és, segons el Tresor de la Llengua, publicat el 1611: 
| « | El gentilhome que porta l'escut al cavaller, però no baralla amb ell. En la pau, els escuders serveixen els grans senyors, els acompanyen davant de les seves persones, els assisteixen a la cambra i sala; d'altres són a les seves cases, i porten acostament dels senyors, acudint a les seves obligacions militars o cortesanes a temps certs; els que tenen alguna passada (és a dir aquells amb majors fortunes) folguen més de ser a les seves cases que de servir, pel poc que creixen i el molt que els ocupen. | » |

En definitiva, un escuder era, durant l'Antic Règim, un petit noble que estava estretament relacionat amb alguna gran casa, en moltes ocasions parents de les mateixes privats de fortuna.
És freqüent trobar-los presents en moments de la Reconquesta realitzant gestes com la presa de Baeza, ja que els escuders solien construir l'oficialitat en les hosts dels grans magnats medievals.
Els Reis i els Grans es preaven de tenir per escuders membres de branques secundàries d'importants llinatges, així com més distingits eren els seus escuders major el prestigi de la casa a la qual servien.